# Csolnok, Komárom-Esztergom
Csolnok (în germană Tscholnok) este un sat în districtul Esztergom, județul Komárom-Esztergom, Ungaria, având o populație de 3.295 de locuitori (2011).

## Demografie
Componența etnică a satului Csolnok
     Maghiari (66,63%)
     Germani (32,27%)
     Necunoscut (0,39%)
     Alții (0,71%)
Componența confesională a satului Csolnok
     Romano-catolici (53,29%)
     Fără religie (10,35%)
     Reformați (2%)
     Atei (1,06%)
     Necunoscută (33,29%)
     Alte religii (1,24%)
Conform recensământului din 2011, satul Csolnok avea 3.295 de locuitori. Din punct de vedere etnic, majoritatea locuitorilor (66,63%) erau maghiari, cu o minoritate de germani (32,27%). Apartenența etnică nu este cunoscută în cazul a 0,39% din locuitori.  Din punct de vedere confesional, majoritatea locuitorilor (53,29%) erau romano-catolici, existând și minorități de persoane fără religie (10,35%), reformați (2,0%) și atei (1,06%). Pentru 33,29% din locuitori nu este cunoscută apartenența confesională.